# 墨头单极虫
墨头单极虫（学名：Thelohanellus garrae）为单极科单极虫属的动物。在中国，分布于四川等，营寄生生活，寄生在墨头鱼的输尿管。